# Ligaspis pala
Ligaspis pala är en insektsart som beskrevs av Sadao Takagi 2002. Ligaspis pala ingår i släktet Ligaspis och familjen pansarsköldlöss.
Artens utbredningsområde är Filippinerna. Inga underarter finns listade i Catalogue of Life.